# Est-il bon ? Est-il méchant ?
Est-il bon ? Est-il méchant ? (sous-titré L'Officieux persifleur ou Celui qui les sert tous et qui n'en contente aucun) est une comédie en quatre actes et en prose de Denis Diderot rédigée entre 1775 et sa mort en 1784.
L'argument s'inspire d'un service effectivement rendu par Diderot à son ancienne maîtresse, madame de Maux, à qui est dédiée la pièce. En ce sens, Hardouin peut être identifié à Diderot et madame de Malves, à madame de Maux ; la pièce se déroule « dans la maison de Madame de Malves » et celle-ci apparaît au dernier acte dans un rôle muet.

## Composition du texte
Pour cette pièce, nous disposons de deux textes préparatoires : Plan d'un divertissement domestique et La pièce et le prologue.
Dans Plan d'un divertissement domestique qui comprend des notes, réparties en 31 scènes, Diderot propose littéralement un plan de la rédaction future, néanmoins diffusé tel quel dans la Correspondance littéraire, en novembre 1775.

« Ce canevas a été rempli avec beaucoup de succès dans une troupe de société. L’histoire du chevalier et de Madame *** est une histoire véritable arrivée à M. Diderot lui-même. Les scènes de ce petit drame sont disposées avec tant d’art ou plutôt avec tant de naturel que deux ou trois acteurs d’intelligence pourraient fort bien faire jouer à tous les autres le rôle qui leur conviendrait sans y être préparés le moins du monde, peut-être même sans qu’ils pussent s’en douter avant la fin de la fête. Leur jeu n’en serait que plus simple, plus facile, et l’effet de la pièce y gagnerait sans doute infiniment et pour le comique et pour l’intérêt. »

Quant au second texte, il s'agit d'une pièce achevée, en un acte de 36 scènes, et en prose, intitulée La pièce et le prologue, publiée à son tour dans la Correspondance littéraire en juillet et août 1777.
C'est le développement de ce texte, entre 1779 et 1784 qui donnera le texte définitif, en 4 actes et 37 scènes.
La création de Est-il bon ? Est-il méchant ? est donc un projet qui s'étale sur 10 ans (1775-1784) et est une des dernières œuvres de l'écrivain.

## Personnages
- Mme de Chépy, amie de madame de Malves
  - Mademoiselle Beaulieu, femme de chambre de madame de Chépy
  - Mme de Vertillac, amie de madame de Chépy
    - M. de Crancey, amant de mademoiselle de Vertillac
- Mme Bertrand, veuve d’un capitaine de vaisseau
  - Binbin, enfant de madame Bertrand
- M. Hardouin avocat, poète et dramaturge dont le texte dit qu'il a bénéficié de « la magnificence d’une souveraine étrangère ». Il peut donc être identifié à Diderot[2].
  - M. de Surmont, poète, ami de M. Hardouin
  - Le marquis de Tourvelle, connaissance de M. Hardouin
- M. des Renardeaux, avocat bas-normand
- M. Poultier, premier commis de la marine
- Des domestiques et des enfants

La scène se passe dans la maison de madame de Malves, dont on remarquera l'absence de la liste des personnages.  Elle apparaît au dernier acte ; il s'agit d'un rôle muet.

## Résumé
Madame de Chépy demande à Hardouin de lui composer une pièce de théâtre afin de fêter l'anniversaire de son amie quelques jours plus tard. Hardouin est également pressé par deux autres personnages de résoudre leurs problèmes. Il y parvient au moyen de plusieurs mensonges et impostures qui fâchent ses amis tout en donnant les résultats escomptés.

## Analyse
Mise en abyme, complexité de l'intrigue.

## Éditions
- Le présent article est partiellement basé sur cette édition du texte, qui pourrait être la première (la Revue rétrospective, tome III, Paris, Fournier aîné, 1834, p. 161.).
- Œuvres complètes de Diderot, éd. Assézat, Paris, 1875, vol. 8, p. 59-244.
- La première édition critique de la pièce est celle de Jack Undank parue dans les Studies on Voltaire and the eighteenth century, 1961, n° XVI.
- Jack Undank, Est-il bon ? Est-il méchant ?, présentation, Hermann, édition dite DPV des œuvres complètes de Diderot, vol. XXIII, p. 295-302.
- Diderot, Est-il bon ? Est-il méchant ?, précédé du Plan d'un divertissement domestique, Paris, Comédie française, 1984,  (ISBN 2-85878-065-X). Cette édition présente l'intérêt d'intégrer La pièce et le prologue dans le texte final.